# Jean-Baptiste de Lamarck
Jean-Baptiste Pierre Antoine de Monet, Cavaler de Lamarck (n. 1 august 1744, Bazentin, communauté de communes du Pays du Coquelicot⁠(d), Franța – d. 18 decembrie 1829, Paris, Restaurația franceză) a fost un biolog (botanist, micolog, zoolog) francez. El este cel care  a inventat  cuvântul biologie pentru a desemna știința ființelor vii și apoi a elaborat prima ipoteza despre teoria evoluționistă. Abrevierea numelui său în cărți științifice este Lam..

## Repere biografice

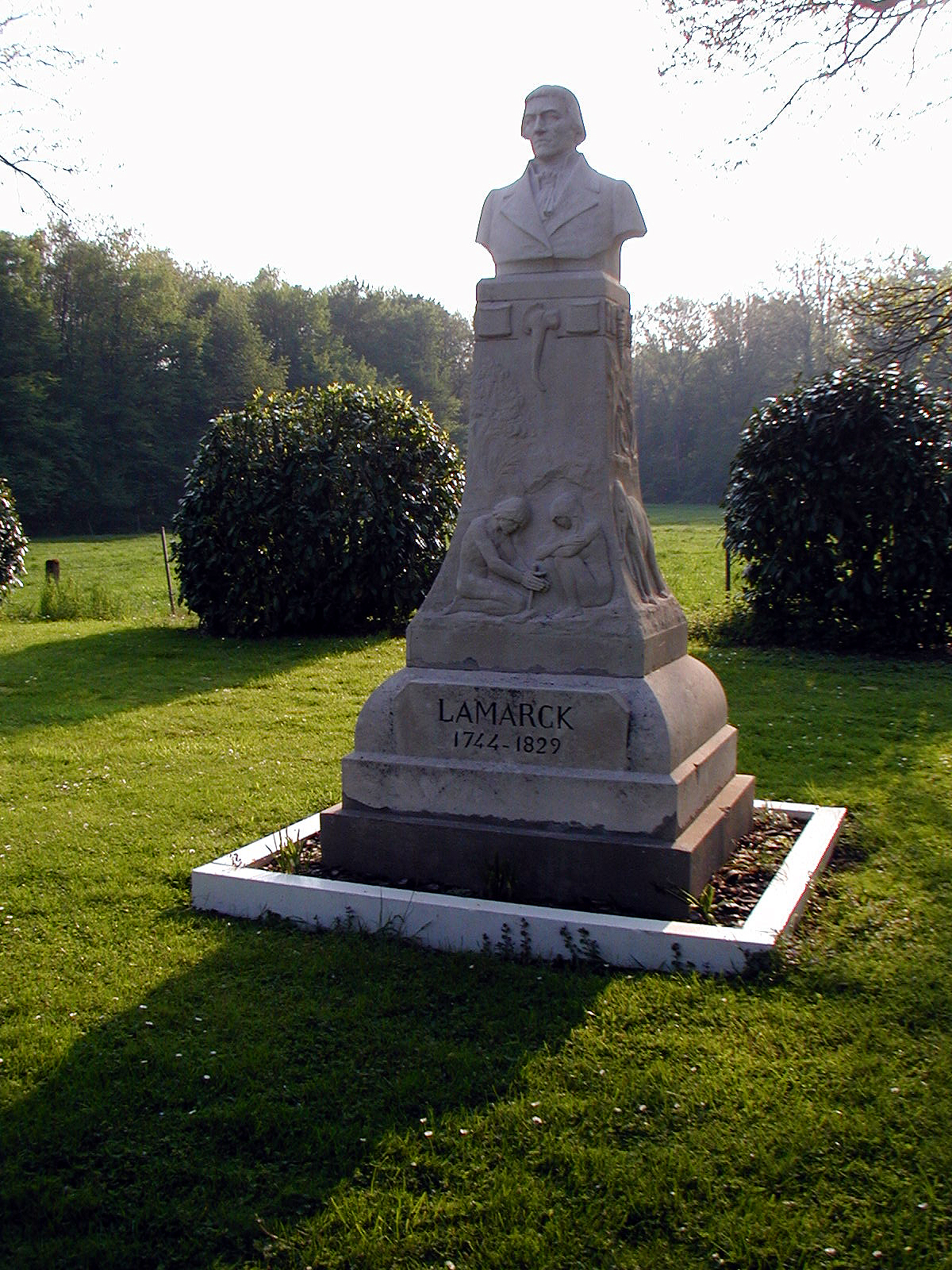
Bustul cavalerului de Lamarck la Bazentin

- 1764 - Urmare a unui accident, este constrâns să părăseasca armata și devine pasionat de botanică, în timpul unui sejur la Monaco.
- 1779 - Obține notorietate după publicarea cărții sale despre flora franceză și este ales membru în Academia de științe.
- 1793 - Participă la crearea Muzeului național de Istorie Naturală și nu ezită ca la vârsta 50 de ani, să devină profesor de zoologie, având in studiu, zoologia nevertebratelor.

Supraviețuitor al 4 soții, Lamarck a trăit ultimul deceniu de viață fiind nevăzător.

## Teoria evoluționistă
Prima autentică teorie evoluționistă îi este datorată lui Lamarck. În cartea sa "Filosofia zoologică", emite ideea eredității caracterelor dobândite. Ipoteza, în forma ei originală, rămâne până astăzi controversată din punct de vedere teoretic. Prin metodele geneticii clasice nu a putut fi dovedită, însă descoperirea unor alternative la ereditatea descrisă clasic a deschis noi orizonturi. Este cazul epigeneticii.
De asemenea, în lucrarea Système des animaux sans vertèbres, unde propune o clasificare a nevertebratelor, expune o idee preliminară asupra evoluției.

## Opere (selecție)
- Flore française (3 volume, Paris, 1778-1805)
- L'Illustration des genres, (Paris, 1783)
- Encyclopédie méthodique. Botanique, vol. 1-8, Editura Panckoucke, (Paris, Liège 1783-1808)
- Recherches sur l´organisation des corps vivantes (Paris, 1802)
- Philosophie zoologique (Paris, 1809)
- Système des animaux sans vertèbres (1801, 1815-1822)